# Uribe-Kosta
Uribe-Kosta est une division récente dans la province de Biscaye, dans la Communauté autonome basque en Espagne.
Elle comprend les villes de:
- Bakio
- Berango
- Gorliz
- Leioa
- Sopela
- Urduliz